# Musée national centre d'art Reina Sofía
Le musée national centre d'art Reina Sofía (en espagnol, Museo Nacional Centro de Arte Reina Sofía, abrégé en MNCARS), appelé simplement le « Reina Sofia » est un musée national espagnol d’art moderne et contemporain situé à Madrid, qui couvre la période s’étalant de 1900 à nos jours.
Il a été nommé en l’honneur de Sophie de Grèce, reine d’Espagne et épouse du roi Juan Carlos Ier qui a régné de 1975 à 2014. C'est l'un des plus grands musées d'Espagne, et compte parmi les plus vastes musées d'art contemporain du monde.

## Histoire
L’édifice central du musée est l’ancien hôpital de San Carlos, construit sous la direction de José de Hermosilla puis de Francesco Sabatini, à la demande de Charles III, à la fin du XVIIIe siècle.
À partir de 1980, des travaux sont entrepris pour y installer un musée. Le Centro de Arte Reina Sofía présente des expositions temporaires dès avril 1986. En mai 1988, l’institution est déclarée musée national par décret. Tomás Llorens en devient le premier directeur et va s’attacher à enrichir les collections avec des œuvres des grands artistes espagnols du XXe siècle, jusque-là sous-représentés.
Le musée ouvre ses portes en 1990 et sa collection permanente est inaugurée le 10 septembre 1992.
Un projet d’extension est confié à l’architecte français Jean Nouvel comprenant des espaces pour les expositions temporaires, un auditorium de 500 places et un autre de 200 places, une librairie, des restaurants et des bureaux. Ducks scéno est consultant de l'architecte pour les études scénographiques et Arau Acústica pour l'acoustique des auditoriums. Les travaux commencent en 2002 et le bâtiment est inauguré en 2005, augmentant la surface du musée de 60 %.
En 2018, le musée fonde la Chaire Aníbal Quijano coordonnée par Rita Segato.
Le musée Reina Sofía est un organisme autonome dépendant du ministère espagnol de la Culture. Il se trouve dans le quartier d’Atocha (près de la gare du même nom). Il est l’un des sommets du « triangle d’or de l’art » espagnol (les autres sommets du triangle étant occupés par le musée du Prado et le musée Thyssen-Bornemisza).

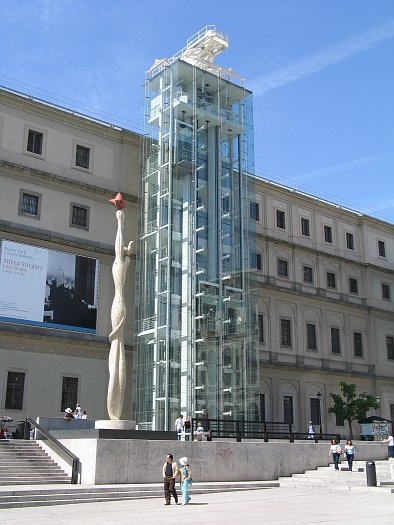
Ascenseur du musée.
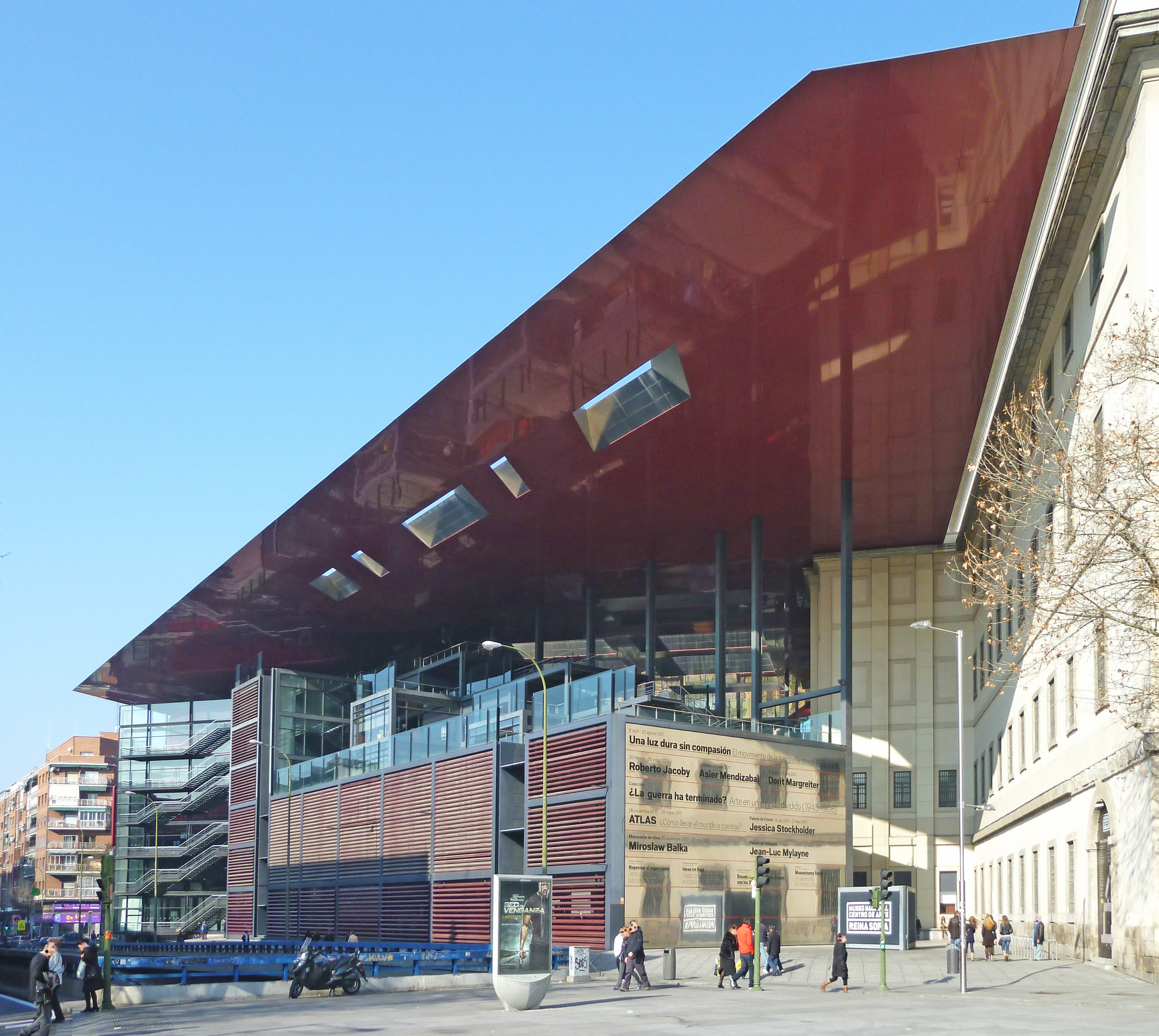
Extension du musée.
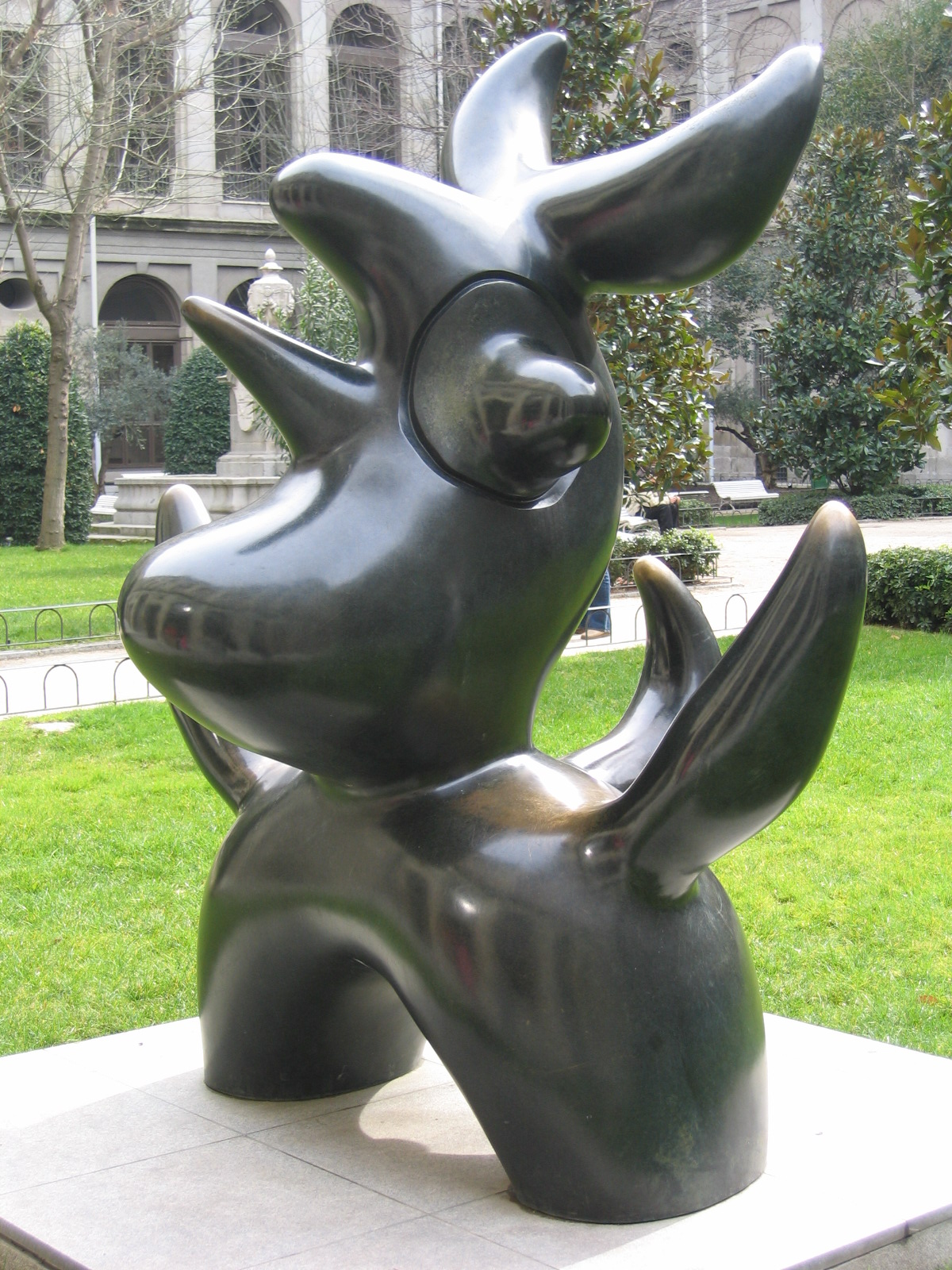
Sculpture de Miró.
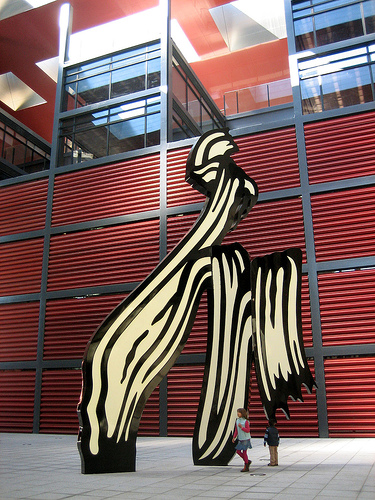
Cour du musée.
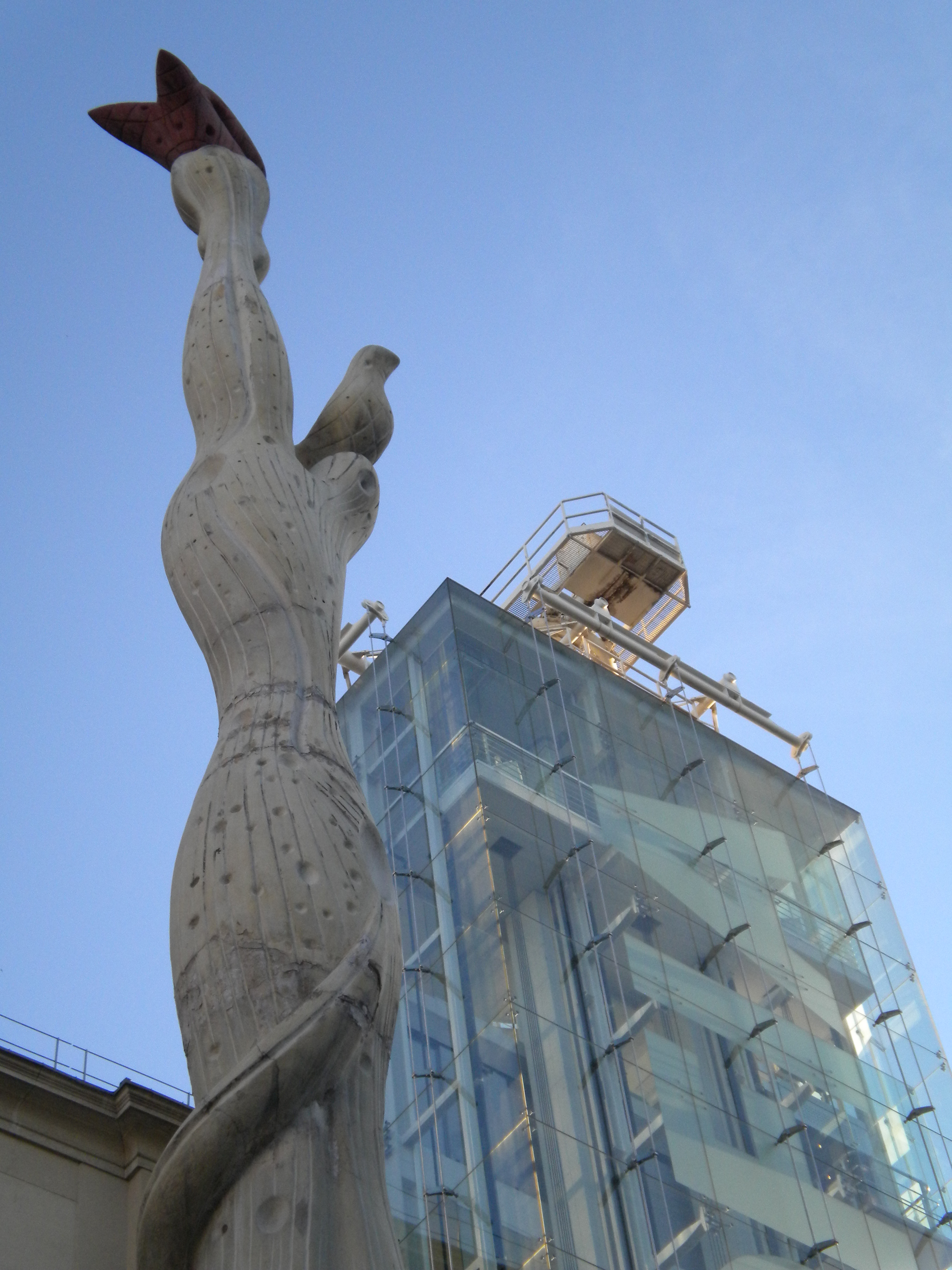
Musée Reina Sofía.
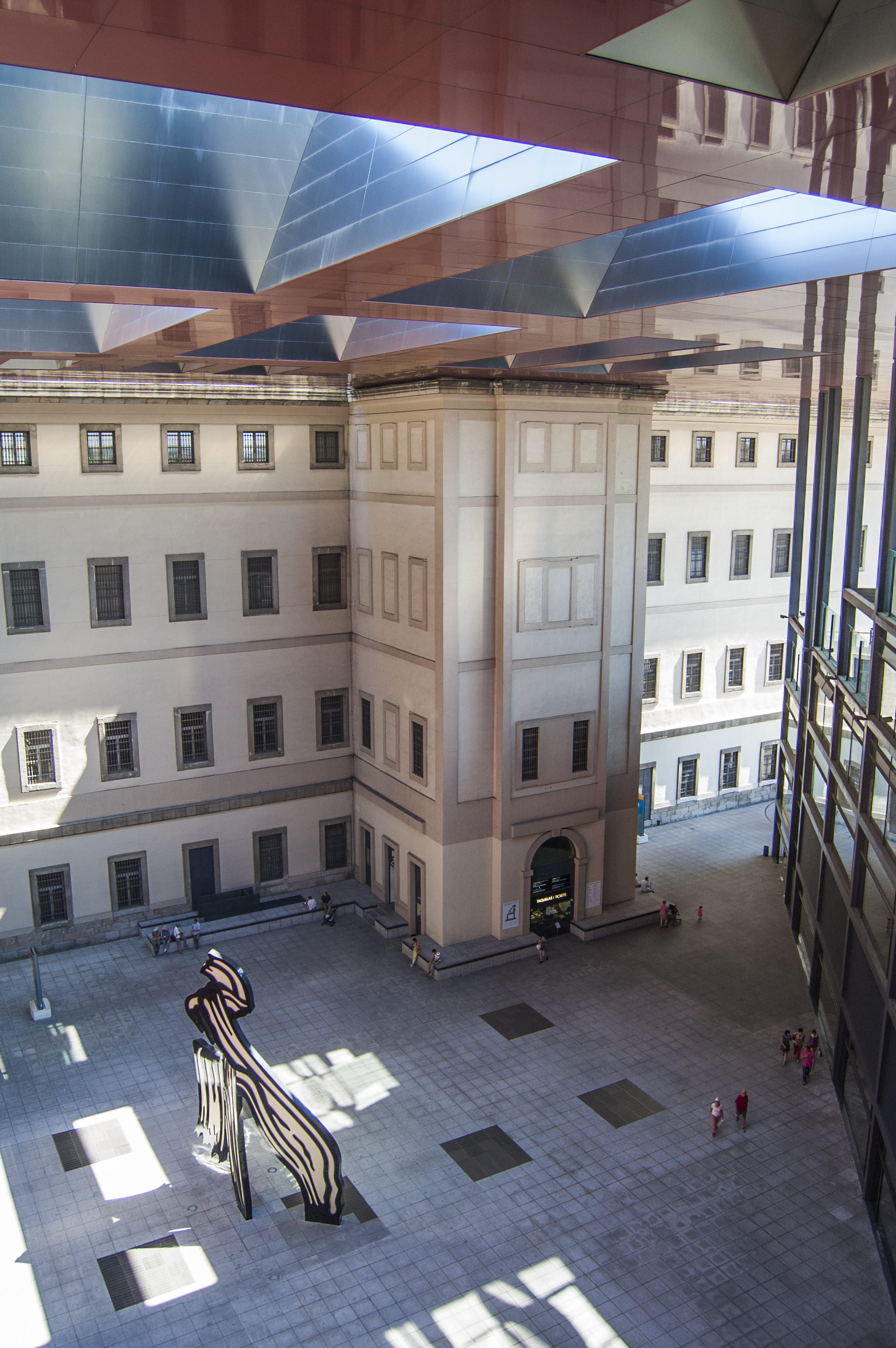
Musée Reina Sofía.

## Collection

### Artistes espagnols
- Miquel Barceló
- María Blanchard
- Eduardo Chillida
- Salvador Dalí
  - Le Grand Masturbateur (ou Le Visage du Grand Masturbateur)
  - Jeune fille debout à la fenêtre
  - L'Angélus architectonique de Millet
  - Portrait de Luis Buñuel
  - L'Énigme d'Hitler
  - Cenicitas
  - Pierrot à la guitare
  - L'Homme invisible
- Ferran García Sevilla
- Pablo Gargallo
- Julio González
- Luis Gordillo
- Juan Gris : 
  - Table du musicien
  - La Fenêtre ouverte
  - Portrait de Josette Gris
  - Broc et verre
  - Carafe et livre
- José Guerrero
- José Luis Gutiérrez Solana
- Ouka Leele
- José María López Mezquita
- Maruja Mallo
- Joan Miró : 
  - La Maison du palmier
  - Peinture (La Tache rouge)
- Lucio Muñoz
- Juan Navarro Ramón
- Jorge Oteiza
- Pablo Palazuelo
- Pablo Picasso
  - Guernica
  - Femme en bleu
- Alfonso Ponce de León
- Josep Puigdengolas Barrella
- Ángeles Santos Torroella
- Pablo Serrano
- Antoni Tàpies
- Remedios Varo
- José Garcia Tella

### Artistes d’autres pays
- Jean Arp
- Francis Bacon
- Pierre Bonnard
- Georges Braque
- Marcel Broodthaers
- Alexander Calder
- Robert Delaunay
- Sonia Delaunay
- Messieurs Delmotte
- Jean Dubuffet
- Max Ernst
- Vassily Kandinsky
- Fernand Léger
- Roy Lichtenstein
- Victoria Lomasko
- René Magritte
- Henry Moore
- Robert Motherwell
- Francis Picabia : La Carriole
- Man Ray
- Diego Rivera
- Mark Rothko
- Yves Tanguy
- Nam June Paik
- Wolf Vostell
- Andy Warhol

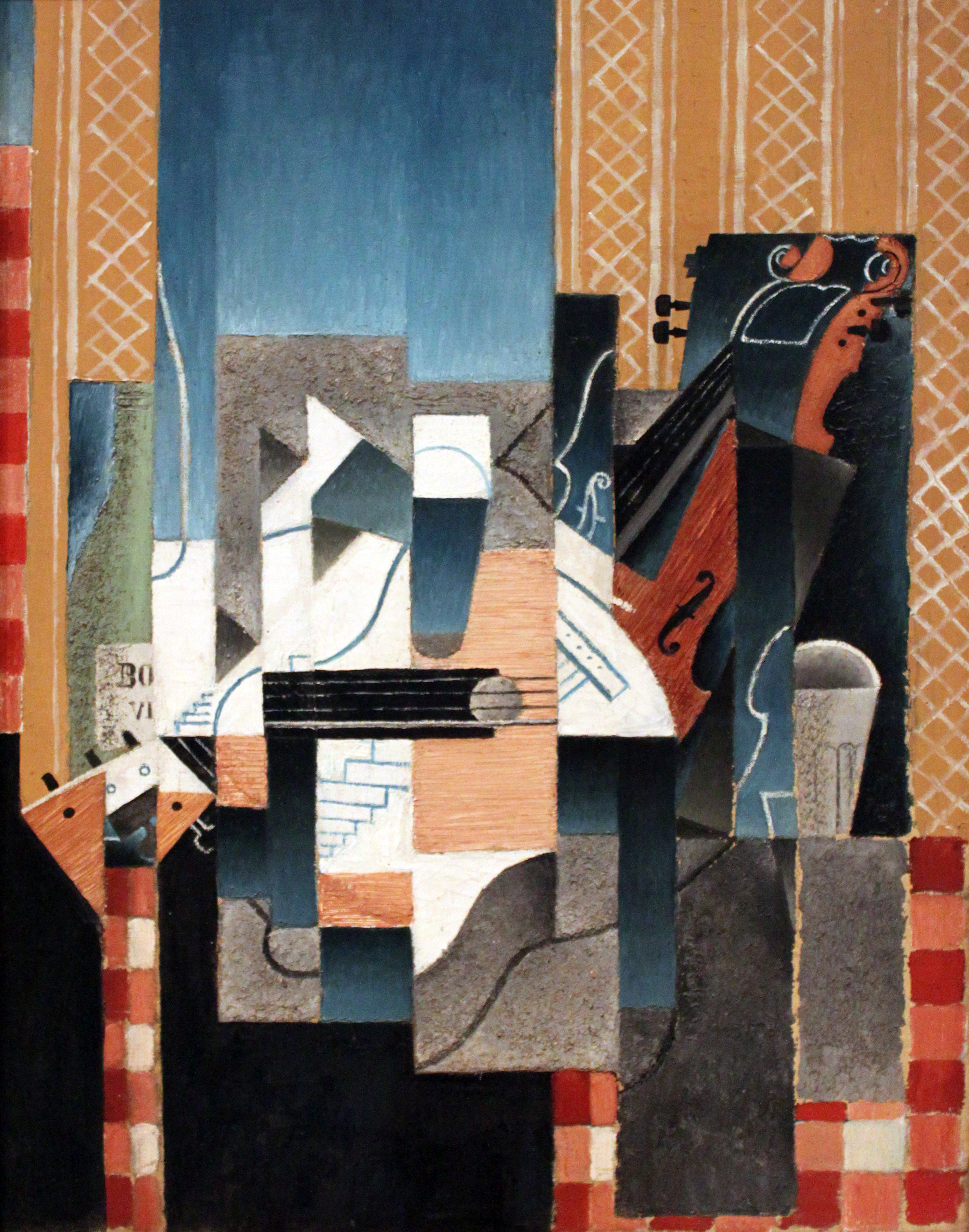
Juan Gris, Violon et guitare, 1913.
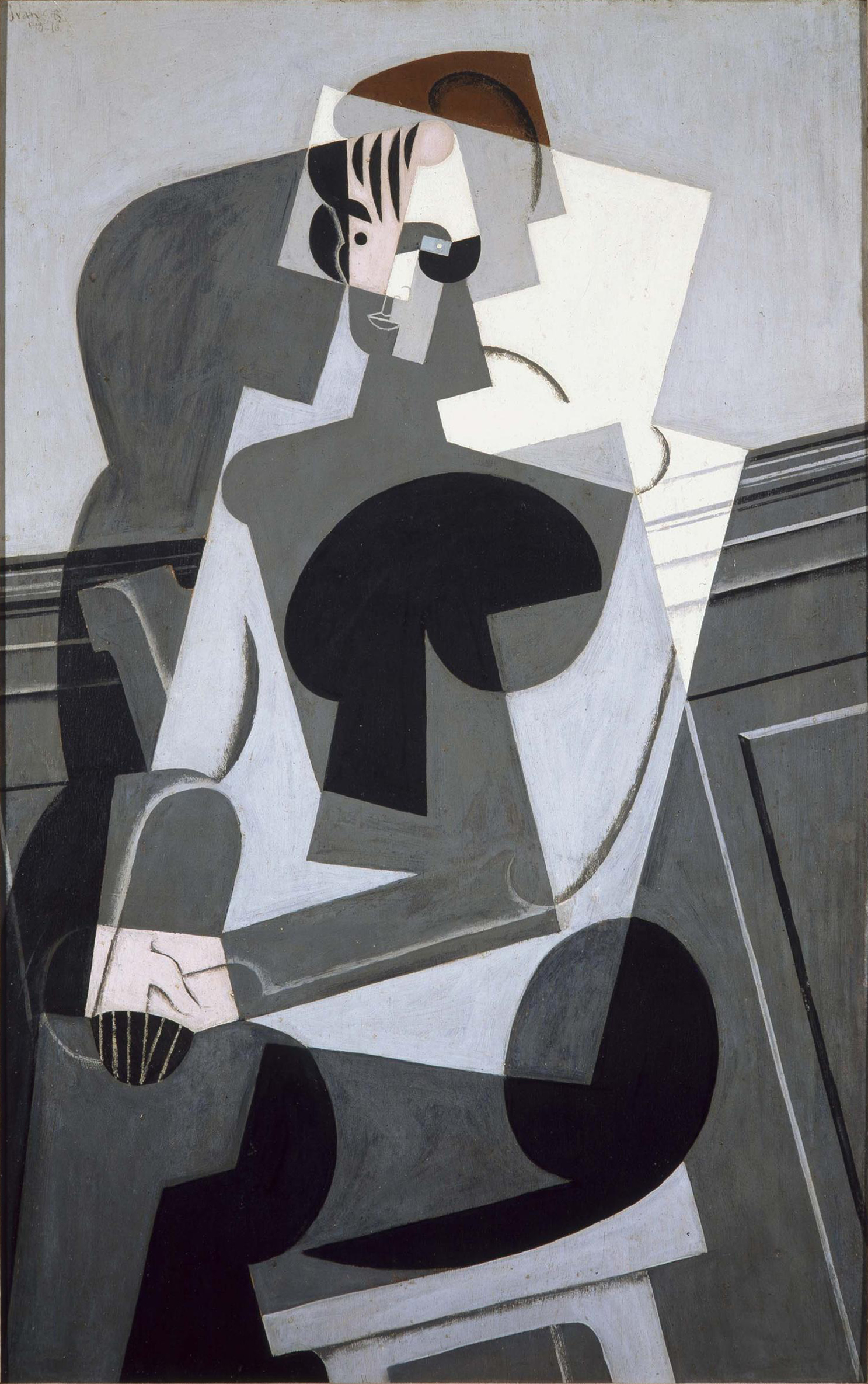
Juan Gris, Portrait de Josette, 1916.
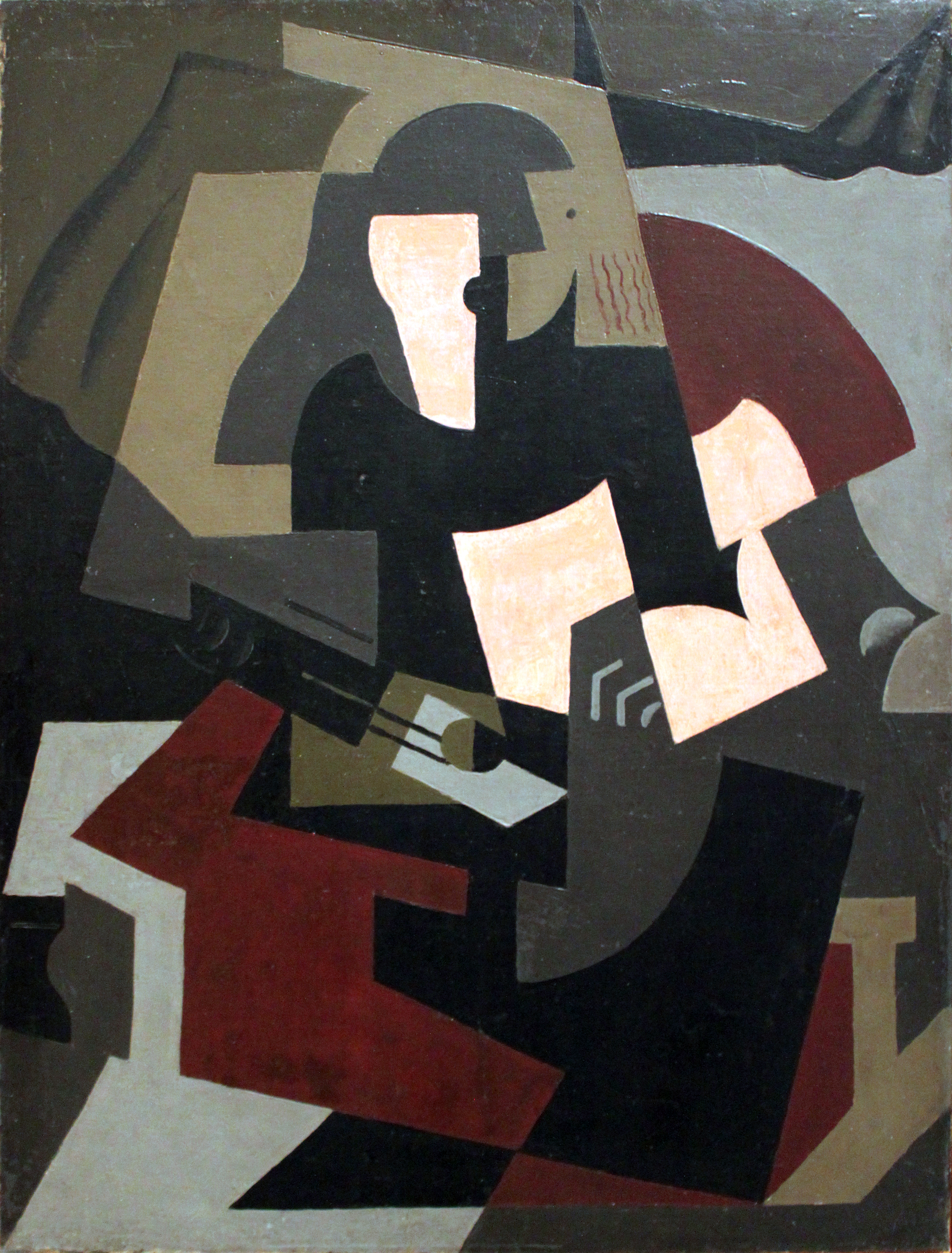
María Blanchard, Femme à la guitare, 1917.
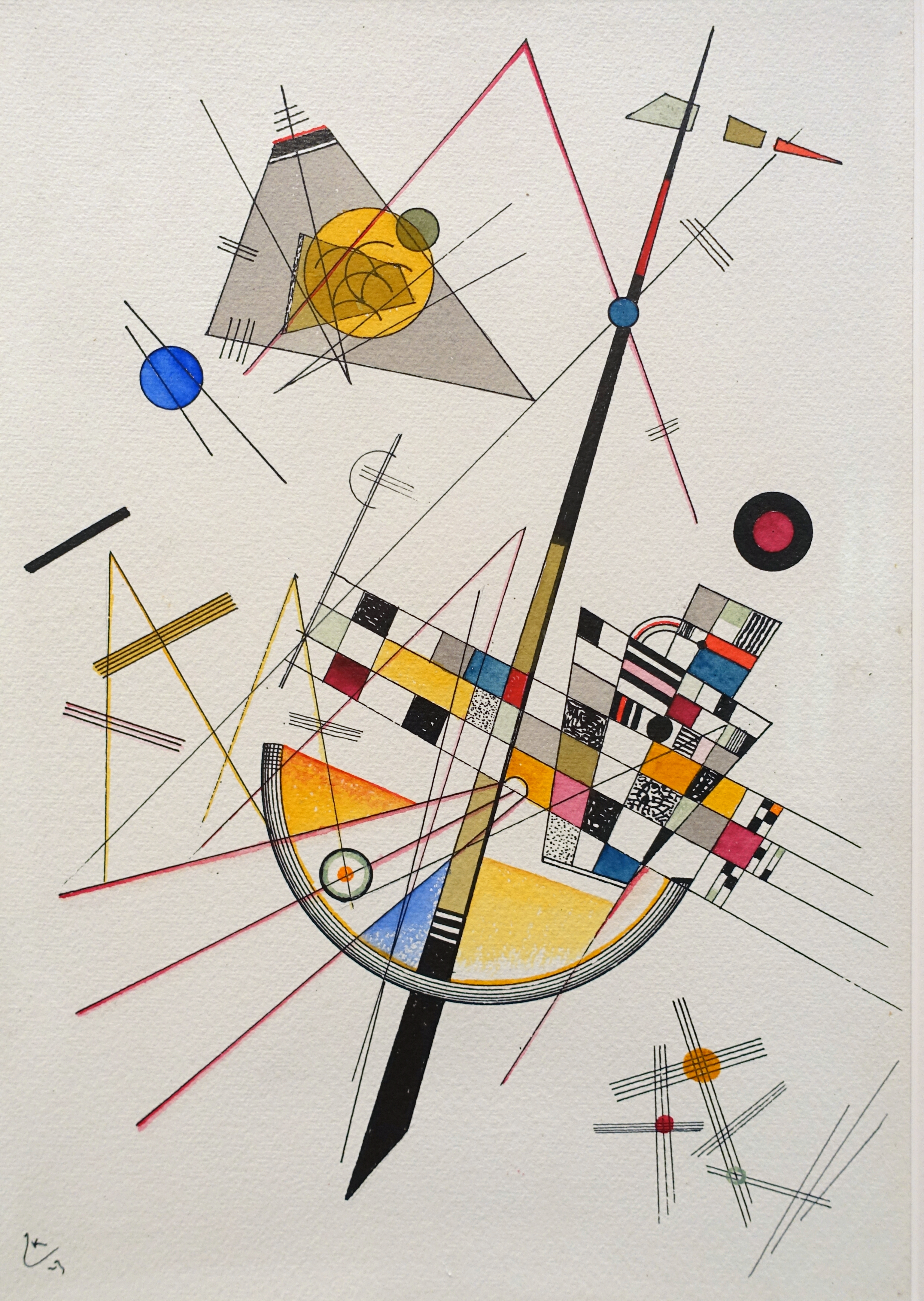
Vassily Kandinsky, Tension délicate, aquarelle et encre, 1923.
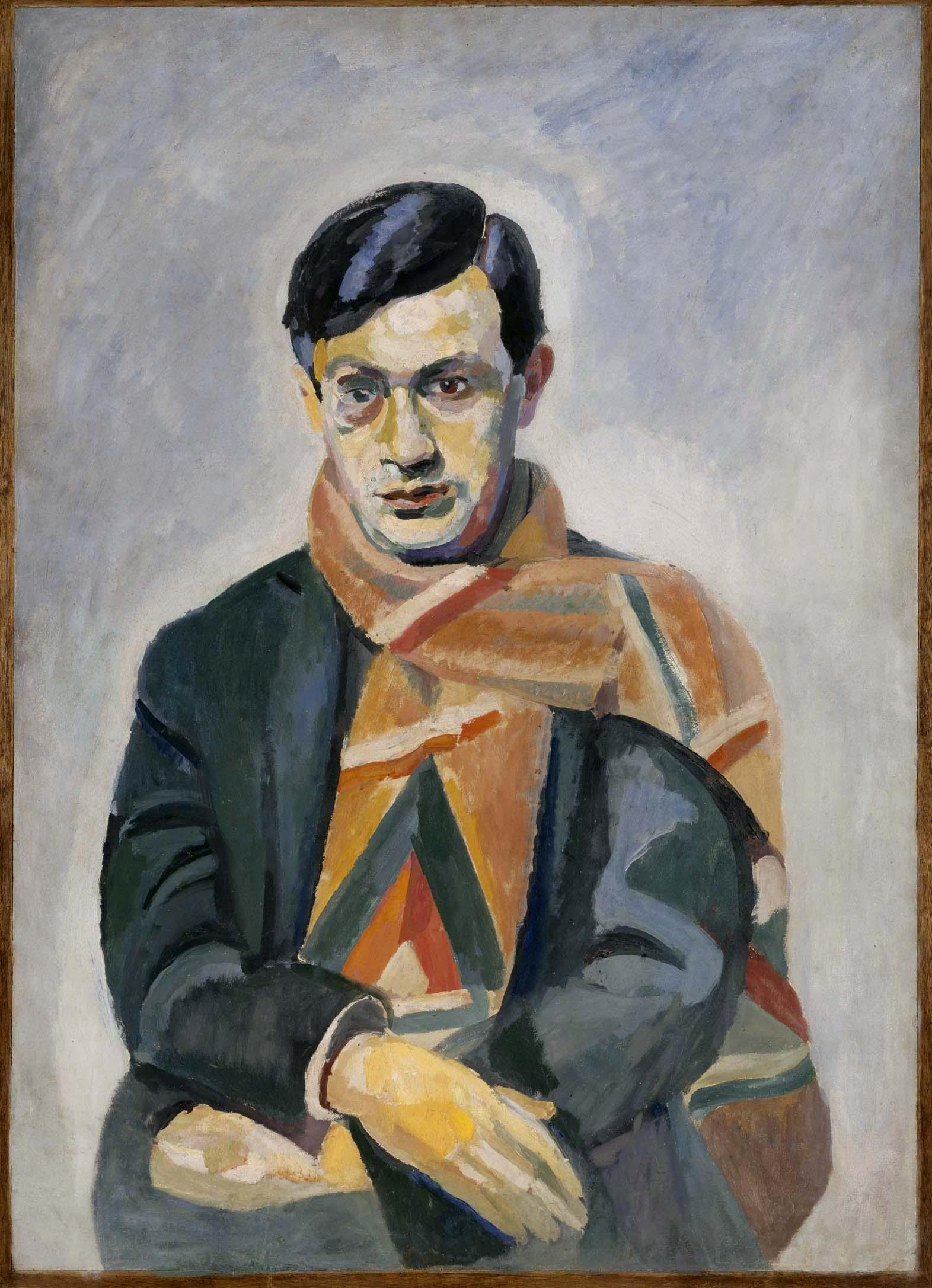
Robert Delaunay, Portrait de Tristan Tzara, 1923.